# Callicostellopsis meridiensis
Callicostellopsis meridiensis är en bladmossart som beskrevs av Brotherus 1907. Callicostellopsis meridiensis ingår i släktet Callicostellopsis och familjen Daltoniaceae. Inga underarter finns listade i Catalogue of Life.